# Heckscher-Ohlinmodellen
Heckscher-Ohlinmodellen (HO) är en klassisk handelsteoretisk modell.
Enligt traditionell handelsteori specialiserar sig olika länder på de varor som de har komparativa fördelar av att producera.  I den enklaste versionen utgår man från två produktionsfaktorer, kapital och arbetskraft, och två varor som i olika grad använder de olika produktionsfaktorerna. Det relativt kapitalintensiva landet har en komparativ fördel i, och exporterar den kapitalintensiva varan, och det andra landet producerar den andra varan. Komparativ fördel är inte samma sak som konkurrenskraft. Ett land kan ha en absolut fördel för produktion av båda varorna, men det totala välståndet blir ändå högre om de bägge länderna specialiserar sig.
HO-modellen ger resultatet att både priserna på varorna och på produktionsfaktorerna jämnar ut sig mellan länderna. Lönenivån jämnar således ut sig enligt modellen. Detta förutsätter att de båda länderna använder samma teknologi i produktionen av en viss vara. Den kan således förklara specialiseringsmönster mellan länder utifrån produktionsfaktorer.